# Tangarfa
Tangarfa  (in arabo تنكرفا‎?) è un centro abitato e comune rurale del Marocco situato nella provincia di Sidi Ifni, regione di Guelmim-Oued Noun. Conta una popolazione di 4 706 abitanti (censimento 2014).